# Pedro Latino
Pedro Carlos Latino Cavallo (Rosario, Argentina; 1 de mayo de 1953) es un exfutbolista argentino nacionalizado ecuatoriano que se desempeñó como guardameta.

## Trayectoria
Latino llegó a Ecuador en 1973 para jugar con Guayaquil Sport. Posteriormente jugó para el U.D. Valdez y entre 1979 y 1983 fue arquero titular del Audaz Octubrino. En 1984 se incorporó al Deportivo Quito, y al año siguiente jugó en Filanbanco. Regresó al Audaz Octubrino en 1986, siendo parte del equipo que logró el tercer lugar en el Campeonato Ecuatoriano de Fútbol 1987.

## Selección nacional
Fue convocado a la selección de fútbol de Ecuador en 1985, participando en las eliminatorias sudamericanas para el Mundial de México 1986. Debutó el 17 de febrero de 1985 ante Uruguay, bajo la dirección del técnico Antoninho Ferreira.

## Clubes
| Club            | País    | Año       |
| --------------- | ------- | --------- |
| Guayaquil Sport | Ecuador | 1973-1975 |
| U.D. Valdez     | Ecuador | 1976-1978 |
| Audaz Octubrino | Ecuador | 1979-1982 |
| Deportivo Quito | Ecuador | 1983-1984 |
| C.D. Filanbanco | Ecuador | 1985      |
| Audaz Octubrino | Ecuador | 1986-1987 |

## Vida posterior
Tras su retiro en 1988, se radicó en Machala, donde fundó un restaurante de parrilladas. En 1993 obtuvo el título de director técnico y fundó el club Oro FC, dedicado a la formación de futbolistas juveniles.

## Homenajes
En marzo de 2021 fue homenajeado por la organización Audacinos de Corazón en reconocimiento a su legado deportivo. El acto se realizó en el Centro Municipal de Arte y Cultura "Luz Victoria Ribera de Mora", en Machala.